# Snoop Dogg

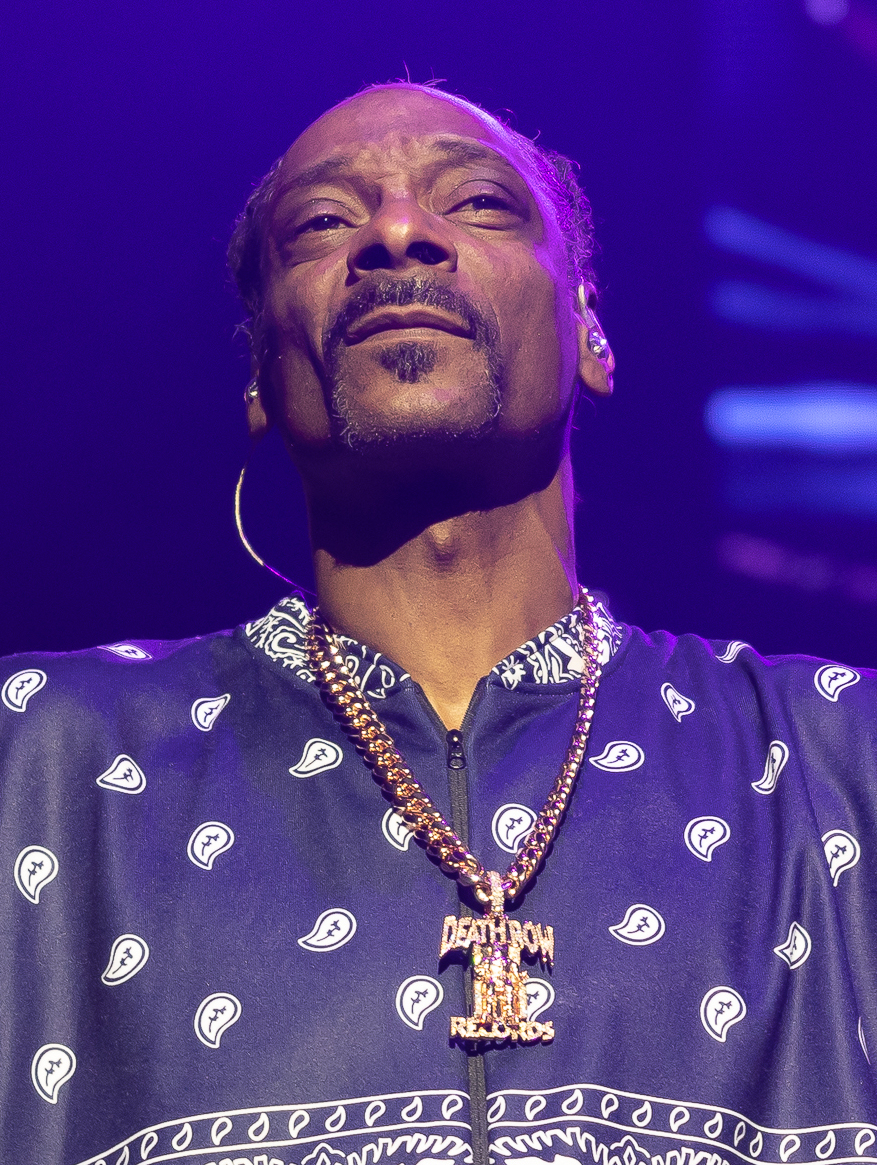
Snoop Dogg (2023)

Snoop Dogg (* 20. Oktober 1971 in Long Beach, Kalifornien als Calvin Cordozar Broadus Jr.) ist ein US-amerikanischer Rapper und Schauspieler. Zu seiner Anfangszeit nannte er sich Snoop Doggy Dogg. 2012 gab er bekannt, von nun an Reggae anstatt Rap zu machen und sich Snoop Lion zu nennen. 2013 veröffentlichte er als Snoopzilla zusammen mit Dâm-Funk unter dem Bandnamen 7 Days of Funk ein Funk-Album mit dem gleichnamigen Titel 7 Days of Funk. 2015 veröffentlichte er – wieder unter dem Namen Snoop Dogg – ein Album mit dem Titel Bush. 2018 vollführte er mit der Veröffentlichung eines Gospel-Albums (Bible of Love) erneut einen radikalen Stilwechsel. Mit einem Vermögen von 150 Millionen US-Dollar gilt Snoop Dogg als einer der reichsten Rapper.

## Leben

### Kindheit und Jugend

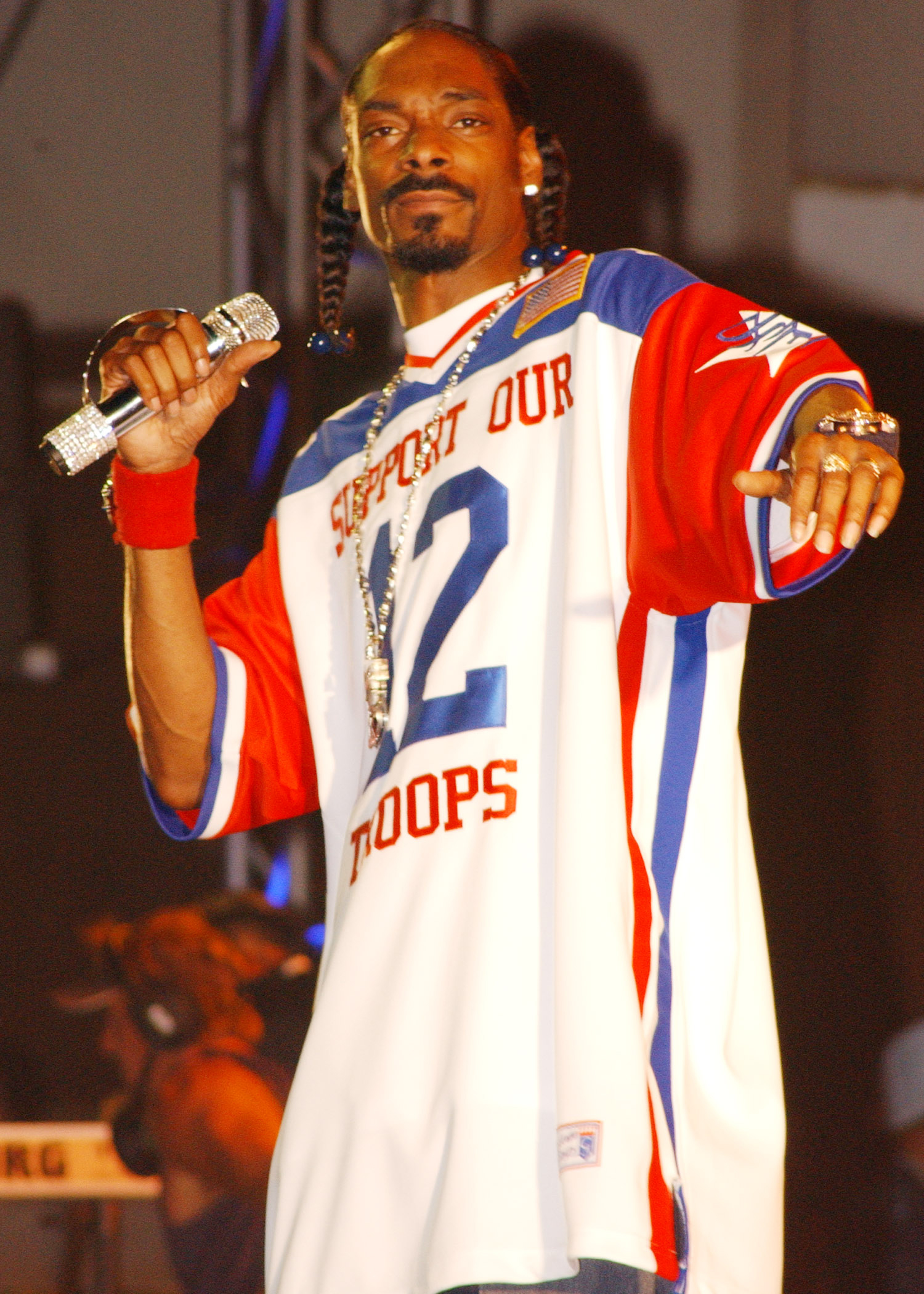
Snoop Dogg, 2005

In einem Armenviertel von Long Beach aufgewachsen, begann er zu rappen. Der Name Snoop war der Spitzname, den ihm seine Mutter wegen seiner Vorliebe für die Comicserie Die Peanuts gab, in der er besonders die Figur Snoopy mochte. Er war eine Zeit lang Mitglied der Crips-Gang Rollin’ 20’s Crips. Kurz nach Beendigung der Highschool wurde er zum ersten Mal festgenommen, weil er mit Kokain gehandelt hatte. In den folgenden Jahren wurde er mehrfach festgenommen und verbrachte einige Zeit im Gefängnis. Anfang der 1990er-Jahre entschloss er sich, sein Leben zu ändern und im Musikgeschäft tätig zu werden.

### Beginn der musikalischen Karriere
Bevor er Anfang der 1990er von Dr. Dre entdeckt wurde, nahm er mit seinem Cousin Nate Dogg und Dres Stiefbruder Warren G bereits Lieder unter dem Namen 213 auf. Warren G war es auch, der bei Dr. Dre, der damals schon mit der Gruppe N.W.A erfolgreich war, ein Tape mit eigenen Liedern auf dem Schreibtisch liegen ließ, wodurch schließlich der Kontakt mit Snoop zustande kam. 213 löste sich auf, weil Snoop Dogg und Nate Dogg von Dr. Dre bei Death Row Records und Warren G bei Def Jam unter Vertrag genommen wurden.
Snoop Dogg hatte bereits zu Jugendzeiten die Gruppe Dogg Pound Gangsta Clicc (D.P.G.C.) gegründet. Zu D.P.G.C. gehören einige Westcoast-Künstler wie Daz Dillinger, Kurupt und Nate Dogg, sowie RBX, The Lady of Rage, Bad Azz (ein weiterer Cousin von Snoop) und Soopafly. Snoops Cousin Daz Dillinger veröffentlichte 1995 mit seinem Partner Kurupt das Album Dogg Food unter dem Namen Tha Dogg Pound.

### 1992–1997: Death Row Records
1992 war Snoop auf dem Album The Chronic von Dr. Dre mit einigen Gastbeiträgen vertreten. Das Album prägte maßgeblich das Musikgenre des G-Funk. 1993 veröffentlichte Snoop Dogg sein Debütalbum Doggystyle, das sich allein in den USA über vier Millionen Mal verkaufte. Zu dieser Zeit freundete er sich auch mit Tupac Shakur an.
Während der Aufnahmen von Doggystyle mit Dr. Dre war Snoop Dogg im August 1993 bei einer Auseinandersetzung anwesend, die mit der Erschießung von Phillip Woldermarian endete. Woldermarian, polizeilich erfasstes Mitglied einer anderen Crips-Gang, hatte nach seiner im Gürtel steckenden Handfeuerwaffe gegriffen, woraufhin Snoop Doggs Bodyguard MyKinley Lee ihn erschoss. Die Staatsanwaltschaft warf Lee und Broadus jedoch die Durchführung eines so genannten Drive-by-Shooting vor. Zu seiner Verteidigung engagierte Broadus den Anwalt Johnnie Cochran, der später unter anderem auch Michael Jackson, O. J. Simpson und Tupac Shakur verteidigte. Snoop Dogg und sein Leibwächter wurden freigesprochen, weil das Gericht die Notwehrsituation anerkannte. Der Prozess zog sich über drei Jahre hin und beeinträchtigte Snoop Doggs Arbeit an einem neuen Album, das dann schließlich 1996 unter dem Titel Tha Doggfather erschien.

### 1998–2001: No Limit Records

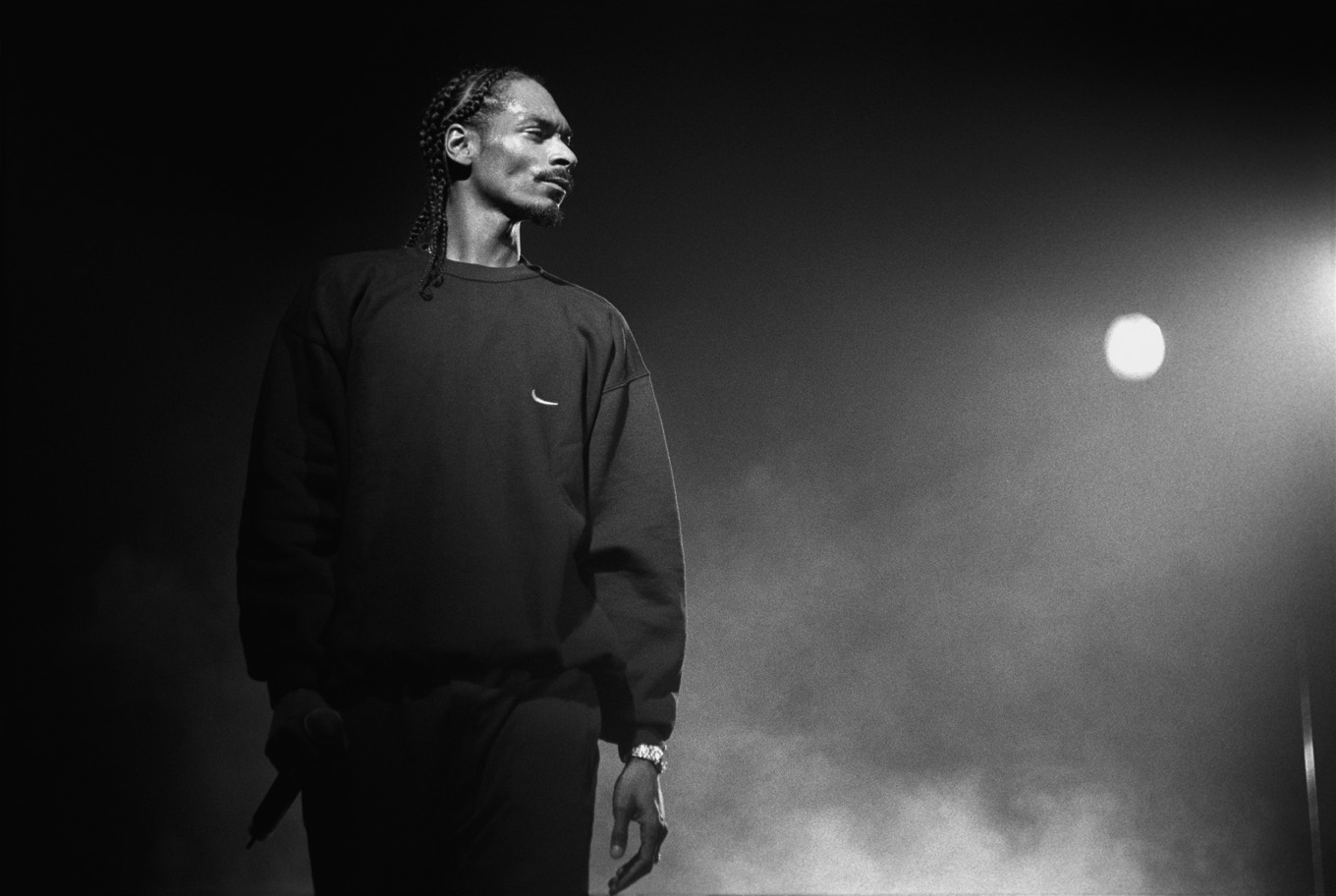
Snoop Dogg (1998)

Dann folgte für Snoop Doggy Dogg ein Umbruch in der Karriere: Er trennte sich von Dr. Dre (der nun sein eigenes Label Aftermath gründete), strich das „Doggy“ aus seinem Namen, da die Rechte an seinem vorherigen Namen bei Death Row Records lagen, und unterschrieb einen Vertrag bei dem Rap-Mogul aus New Orleans Master P auf dessen Label No Limit Records. Hier brachte er drei Alben heraus. 1998 erschien mit Da Game Is to Be Sold, Not to Be Told ein eher kommerzielles Rap-Album mit etlichen Gastauftritten des No Limit Labels. Das Album debütierte auf Platz 1 in den Charts und wurde (wie bislang jedes Album von Snoop Dogg) mit Platin ausgezeichnet.
Neun Monate später erschien mit No Limit Top Dogg sein zweites Album bei No Limit. Mit Gästen wie Warren G, Suga Free, Mausberg, Goldie Loc und Nate Dogg und Produktionen von Westcoast-Veteran DJ Quik, Dr. Dre und Meech Wells wurde das Album erneut ein kommerzieller Erfolg. Mit dem O. G. Tray Deee und dessen Kollegen Goldie Loc veröffentlichte Snoop Dogg dann 2000 und 2001 als Tha Eastsidaz zwei Alben: Zuerst Snoop Dogg Presents: Tha Eastsidaz und danach Duces n Trayz: The Oldfashioned Way. Außerdem erschien sieben Jahre nach The Chronic Dr. Dres zweites Soloalbum 2001, auf dem Snoop Dogg viermal vertreten war, unter anderem bei den Hitsingles Still D.R.E. und The Next Episode feat. Nate Dogg.
Im Jahr 2000 veröffentlichte Snoop sein drittes und letztes Album bei No Limit Records. Tha Last Meal hatte stilistisch nun fast nichts mehr mit No Limit zu tun. Auftritte von Künstlern wie Kokane, Suga Free, Tha Eastsidaz, Bad Azz & Lil 1/2 Dead verdeutlichen dies. Erstgenannter ist auf diesem Album nur als Sänger zu hören und auf etlichen Tracks vertreten. Auch Dr. Dre steuerte nun wieder einige Produktionen bei. 2001 erschien Snoop Doggs Autobiographie Tha Doggfather.

### 2002–2005: Zusammenarbeit mitThe Neptunes
In diesem Jahr musste Snoop Dogg einige musikalische Rückschläge erleiden: Tha Dogg Pound löste sich auf, weil Kurupt zu Suge Knights Plattenfirma Death Row zurückkehrte. Auch Snoops weibliche Rapgruppe Doggy’s Angels brachte ihm kaum Erfolg ein. Ein weiteres Album von Tha Eastsidaz würde es nicht mehr geben, denn Tray Deee beschuldigte Snoop Dogg, ihm Tantiemen der verkauften Alben nicht ausgezahlt zu haben.
Ende 2002 gelang ihm mit Paid tha Cost to Be da Bo$$ über sein Label Doggy Style Records sowie Priority Records (EMI) das Comeback. Die von The Neptunes produzierte Single Beautiful schaffte es auf Platz 6 der Charts. In den beiden Jahren danach veröffentlichte er zusammen mit DJ Sycamore und Soopafly zehn Streetmixtapes mit dem Titel Welcome 2 tha Chuuch. Zu diesem Zeitpunkt seiner Karriere hatte Snoop Dogg sein Gangster-Image abgelegt und an seiner Stelle ein „Zuhälter-Image“ etabliert.
Nach zwölf Jahren als kommerziell erfolgreicher Rapper gelang es Snoop im August 2004, sich seinen Jugendtraum zu erfüllen: Zusammen mit seinen Freunden Nate Dogg und Warren G, die inzwischen auch weltweiten Erfolg verbuchen konnten, veröffentlichte man als 213 über TVT Records das Album The Hard Way. Es debütierte zwar auf Platz 4 in den Charts, konnte sich aber nicht lange in der Hitparade halten.
Vier Monate später folgte Snoops siebtes Soloalbum R&G (Rhythm & Gangsta): The Masterpiece über Doggystyle/Star Trak/Geffen. Star Trak ist die Plattenfirma der Produzenten The Neptunes, und der Erfolg der Single Beautiful des letzten Albums schien Snoop Dogg dazu bewegt zu haben, weiter mit ihnen zusammenzuarbeiten. Die Single Drop It Like It’s Hot feat. Pharrell Williams schaffte es für fünf Wochen auf Platz 1 der Charts. Allerdings stellte dieses Album die meisten alten Fans Snoop Doggs nicht zufrieden: zu viele Gäste aus der Pop-Musik und das Fehlen eines an die Westcoast erinnernden Sounds ließen Kritik aufkommen.
Daz Dillinger und Kurupt begruben 2005 ihren Streit und gingen zusammen mit Snoop Dogg, The Game und Soopafly auf einer USA-Tournee. Der Gründer der Crips-Gang, Stanley „Tookie“ Williams wurde nach 25 Jahren Haft im Dezember 2005 hingerichtet. Snoop Dogg, der zusammen mit Jamie Foxx Demonstrationen gegen eine Hinrichtung organisiert hatte, veröffentlichte am selben Tag über Doggystyle Records den Label-Sampler Welcome 2 Tha Chuuch: Tha Album. Die Single Real Soon feat. Daz, Kurupt & Nate Dogg war nicht nur das erste gemeinsame Lied von D.P.G.C. seit langer Zeit, sondern gleichzeitig ein Lied für Tookie Williams.

### 2006: Probleme an Flughäfen
Am 27. April 2006 wurde Snoop Dogg am Londoner Flughafen Heathrow festgenommen, nachdem man den Rapper und sein 30-köpfiges Gefolge nicht in die First-Class-Lounge von British Airways gelassen hatte und diese daraufhin randaliert hatten. In der Anhörung im Mai sollte Snoop Dogg auf Lebenszeit die Einreise in das Vereinigte Königreich verboten werden. Das Einreiseverbot wurde 2008 wieder aufgehoben.
Am 29. Oktober 2006 wurde er am Hollywood Burbank Airport in Burbank (Los Angeles County) bei einer Zufallskontrolle wegen eines Parkvergehens mit einer Waffe und Marihuana angetroffen und erneut festgenommen, danach jedoch nach Zahlung einer Kaution in Höhe von 35.000 US-Dollar wieder freigelassen.

### 2006–2012: Dogg-Pound-Reunion

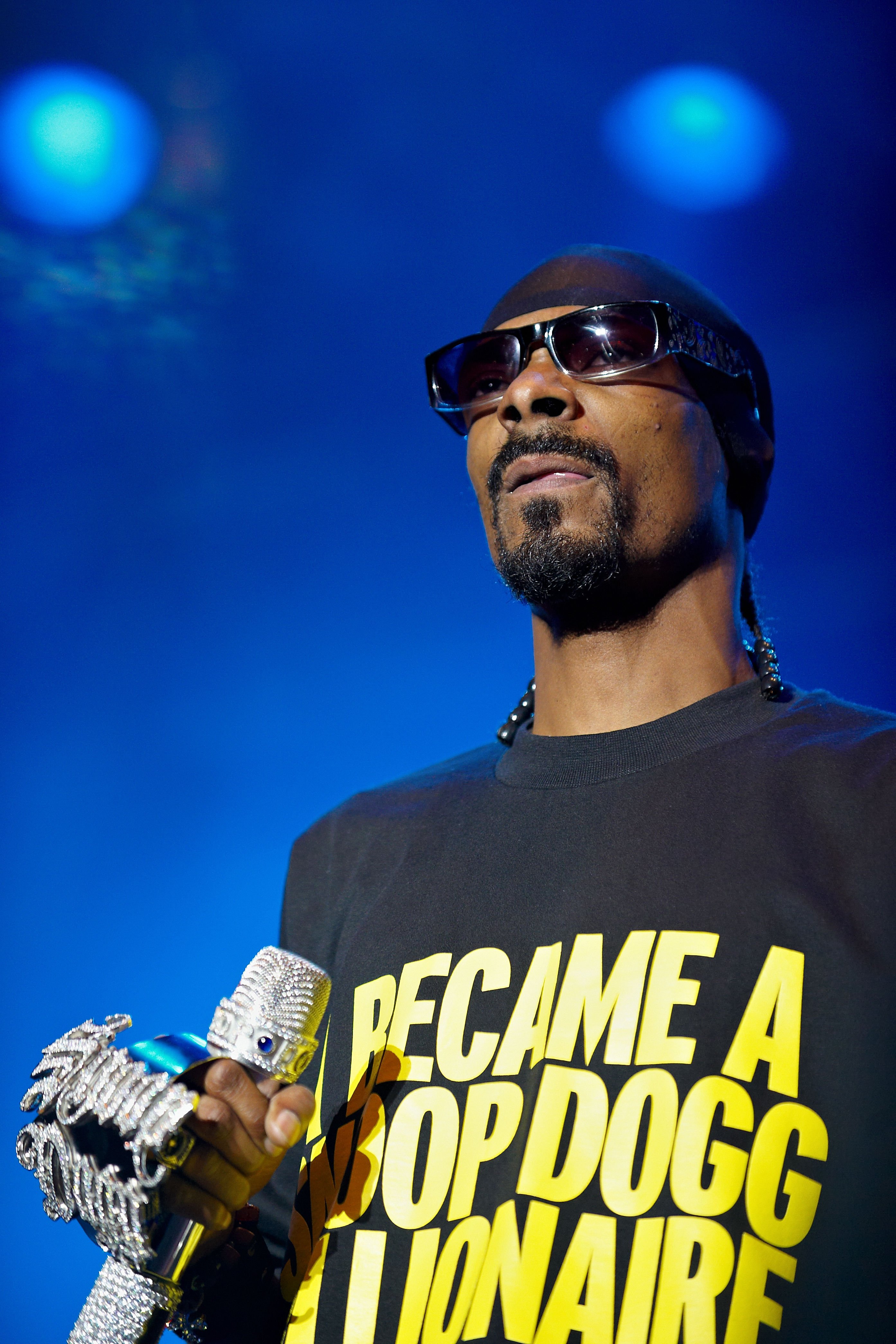
Snoop Dogg bei einem Auftritt in Tromsø auf dem Døgnvill Festival im August 2009

Im Juni 2006 erschien das Dogg-Pound-Reunion-Album Cali Iz Active mit Westcoast-Produzenten wie Battlecat und Soopafly, aber auch mit Swizz Beatz oder David Banner und Features von unter anderem Lady of Rage, RBX, David Banner und P. Diddy. Die Verkaufszahlen waren mäßig.
Snoop Dogg gründete zwei neue Gruppen aus Westcoast-Rappern. Zum einen „The Warzone“, bestehend aus Goldie Loc, MC Eiht und Kam. Zum anderen die „Western Union“ mit Soopafly, Damani und Bad Lucc. Beide nahm er bei seinem Label Doggystyle Records unter Vertrag.
Die erste Single vom Album Tha Blue Carpet Treatment ist das Lied Vato mit B-Real. Die zweite Single trägt den Namen That’s That Shit (mit R. Kelly). Die dritte und vierte nennen sich Candy und Boss’ Life. Bei Boss’ Life singt auf dem Album Akon, doch für die Single und das Video wurde Akon durch Nate Dogg ersetzt, da Akon aufgrund seiner Plattenfirma eine Teilnahme verweigerte.
2006 wurde sein Einkommen auf 17 Millionen US-$ und sein Vermögen auf 170 Millionen US-$ geschätzt.
Snoop Dogg arbeitete 2006 erstmals mit Nas für ein Stück auf dessen Album Hip Hop Is Dead zusammen. Weiters produzierte er unter seinem Produzenten-Pseudonym Niggaracci eine Compilation namens The Big Squeeze, auf der nur Titel von Westcoast-Rappern zu finden waren.
Im November 2007 kündigte Snoop Dogg die Veröffentlichung seines neuen Albums Ego Trippin’ für März 2008 an. Snoop Dogg kündigte außerdem an, dass es auf diesem Album keine Gastauftritte geben werde. Die Premiere des Videos für die erste Single Sexual Eruption (bzw. Sensual Seduction) war am 28. November 2007 im amerikanischen TRL zu sehen.
2009 wurde Snoop Dogg Creative Chairman von Priority Records. Sein zehntes Studioalbum, Malice n Wonderland, erschien am 8. Dezember desselben Jahres. Die erste Single, Gangsta Luv, kam lediglich auf Platz 35 der Billboard Hot 100, und das Album wurde das schlechtest verkaufte seiner ganzen Karriere.
2010 war Snoop Dogg als Gastmusiker in mehreren Liedern zu hören, so etwa in Katy Perrys California Gurls, Curren$ys Seat Change oder Jessica Mauboys Get ’em Girls. 2011 folgte ein weiterer Gastauftritt in The Lonely Islands Turtleneck & Chain.
In einem Videointerview bestätigte Snoop Dogg im September 2010, mit dem Produzenten Swizz Beatz im Studio zu sein. Das Album mit dem Titel Doggumentary wurde im März 2011 veröffentlicht und konnte in den Billboard-Charts bislang auf Platz 8 gelangen.

### 2012 bis 2014: Reincarnated

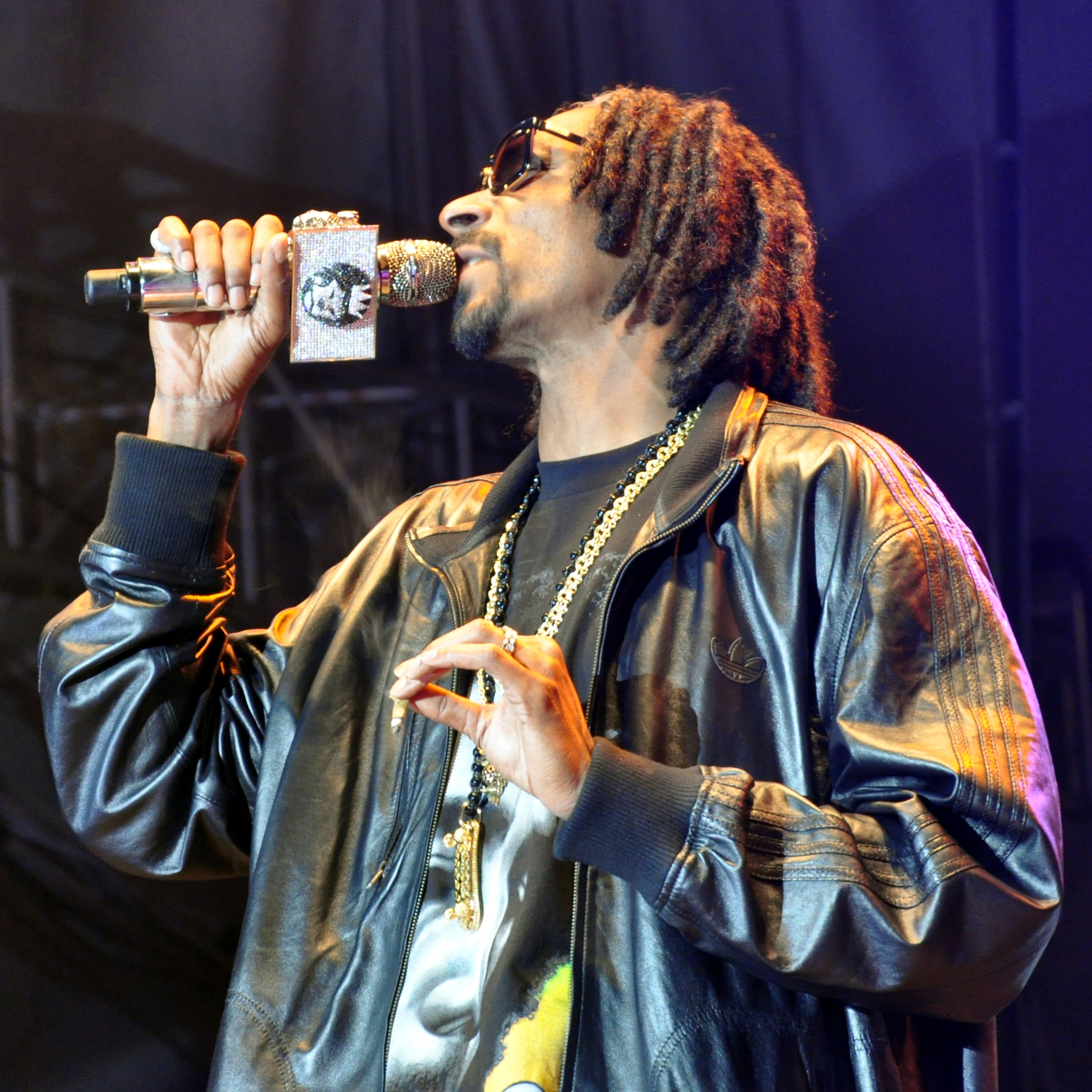
„Snoop Lion“ auf dem Summerjam Festival 2013

Nach einem Aufenthalt in Jamaika gab Broadus im Sommer 2012 bekannt, ein Reggaealbum veröffentlichen zu wollen. Das Album begleiten sollte ein gleichnamiger Dokumentarfilm über seine „Jamaikaerfahrung“. Für diese und etwaige andere zukünftige Projekte wählte er einen neuen Künstlernamen, Snoop Lion. Gegenüber Reportern gab Broadus an, auf diesen Namen von einem Rastafari-Priester getauft worden zu sein.
Die erste Single des Albums Reincarnated trägt den Titel La La La (auf einer überarbeiteten Version von Ken Boothe Artibella) und wurde von Diplo und Major Lazer produziert. Das Album erschien am 23. April 2013, der Film am 21. März desselben Jahres.
Im September 2012 veröffentlichte Broadus eine Platte mit elektronischer Musik, Loose Joise, unter dem Pseudonym DJ Snoopadelic. Er hob besonders den Einfluss von George Clintons Funkadelic hervor. In einem Interview sagte er, angesprochen auf seine Künstlernamen: “Snoop Lion, Snoop Dogg, DJ Snoopadelic—they only know one thing: make music that’s timeless and bangs.”

### 2015 bis 2017: Bush, Coolaid und Neva Left
2015 veröffentlichte er das gänzlich von Pharrell Williams produzierte Album Bush wieder unter dem Namen Snoop Dogg.
2016 erschien das Album Coolaid zum gleichnamigen Film und 2017 das Album Neva Left, auf dessen Cover Snoop Dogg im Jahr 1992 zu sehen ist.

### 2018 bis 2021: Bible of Love, I Wanna Thank Me und From tha Streets 2 tha Suites
Im Jahr 2018 wurde ein Gospel-Album mit dem Titel Bible of Love veröffentlicht. Im März 2019 kündigte Snoop sein neues Album I Wanna Thank Me mit Gastbeiträgen von Chris Brown und Swizz Beatz an. Das Album From tha Streets 2 tha Suites erschien im April 2021. Ende 2021 erschien das Compilation-Album Algorithm, nachdem Snoop Dogg zum Executive Consultant von Def Jam berufen wurde.

### 2022 bis heute: Super Bowl Halftime Show und BODR
Am 13. Februar 2022 trat Snoop Dogg neben Dr. Dre, Eminem, Mary J. Blige und Kendrick Lamar bei der Super Bowl LVI Halftime Show auf.
Im Februar 2022 erwarb Snoop Dogg für eine ungenannte Summe das Label Death Row Records von der MNRK Music Group und Blackstone. Die Bedingungen des Kaufvertrags wurden nicht bekannt gegeben. Er plant, das seit der Insolvenz 2006 nicht mehr genutzte Label zu reaktivieren.
Bereits vor Bekanntgabe kündigte er unter anderem via Instagram sein neues Album BODR („Bacc On Death Row“) als sein insgesamt drittes Studioalbum auf dem Label nach 26-jähriger Pause an. Hierauf sind Kollaborationen mit Nas, The Game und T.I. zu finden.

### Andere Tätigkeiten

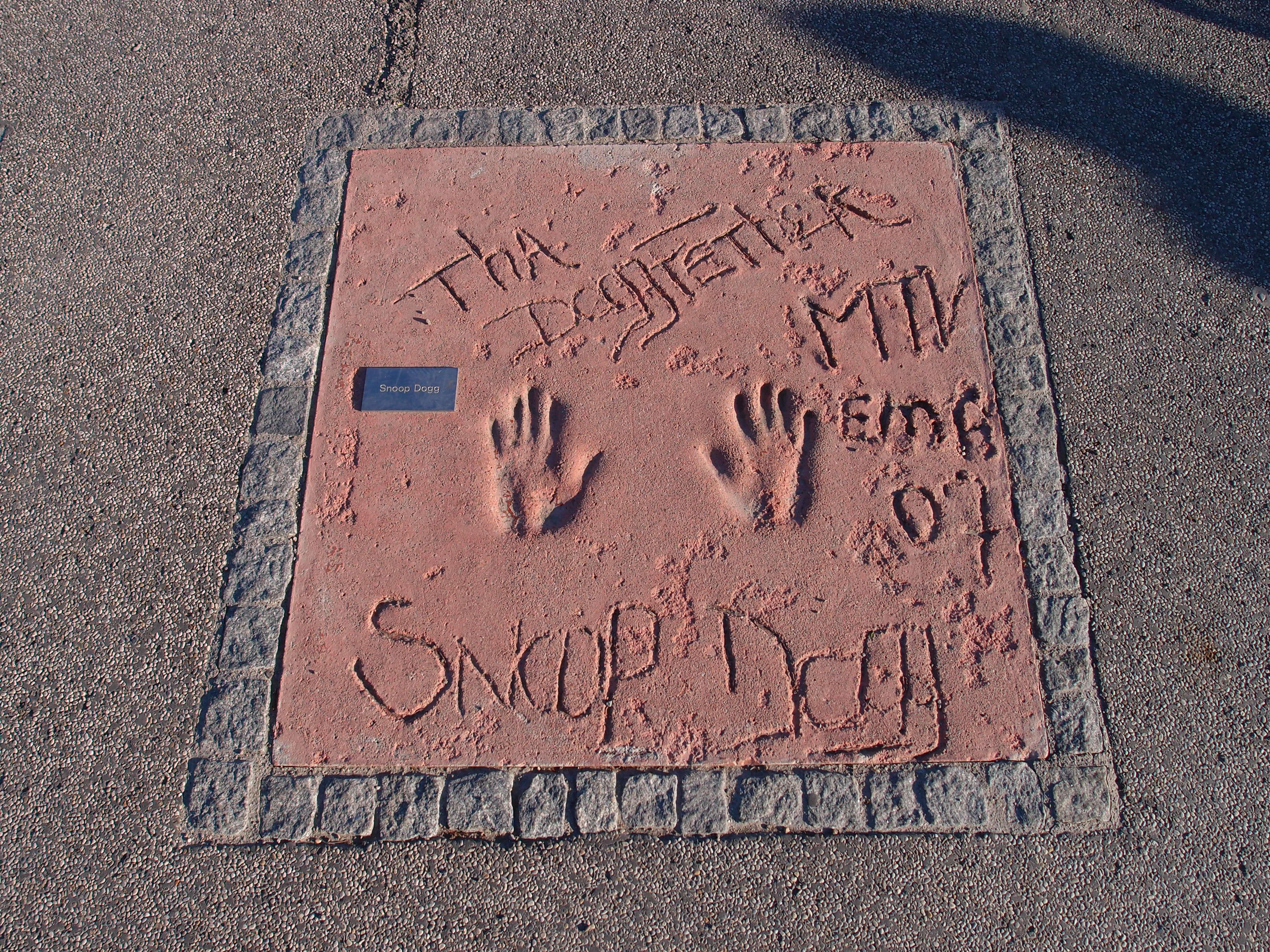
Munich Olympic Walk of Stars

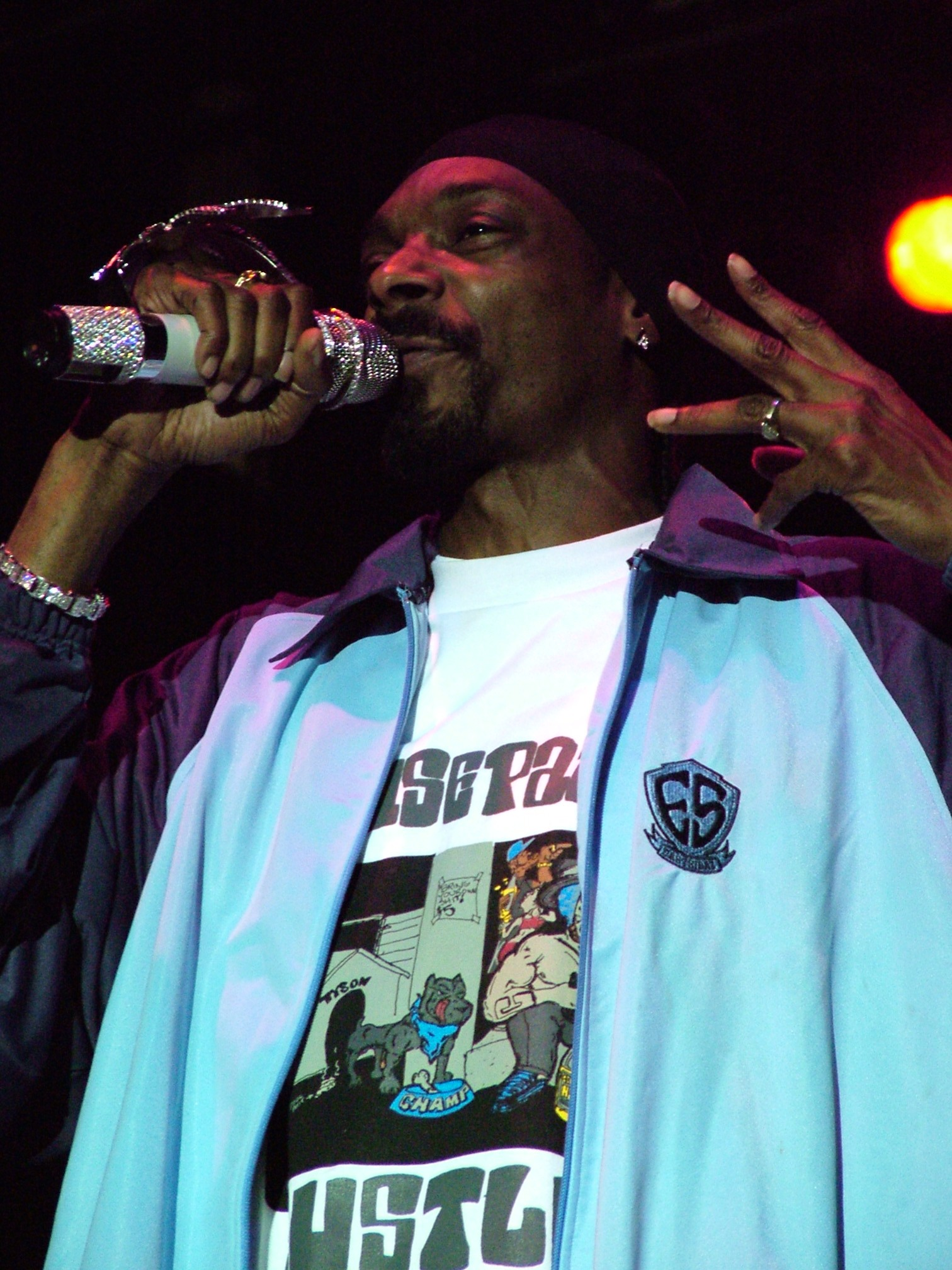
Snoop Dogg bei einem Festival 2006

Im Jahr 2000 führte Snoop (als „Michael J. Corleone“) Regie in Snoop Dogg’s Doggystyle, einem Pornofilm, produziert von Hustler. Dieser Film kombiniert Hip-Hop mit nicht jugendfreiem Material und war ein kommerzieller Erfolg. Der Film gewann den Award als „Top Selling Release of the Year“ bei den AVN Awards im Jahr 2002. Von diesem Erfolg angetrieben, führte Snoop 2002 auch Regie bei Snoop Dogg’s Hustlaz: Diary of a Pimp, diesmal nutzte er den Spitznamen „Snoop Scorsese“.
Snoop versuchte, sich als Schauspieler zu etablieren (Baby Boy, Starsky & Hutch, Training Day, Bones – Der Tod ist erst der Anfang, Soul Plane). Darüber hinaus engagierte er sich als Geschäftsmann, z. B. mit einem eigenen Cadillac-Modell („Snoop De Ville“), Snoop-Dogg-Action-Figuren, seiner Bekleidungsfirma „Snoop Dogg Clothing“ und einem Skateboard-Vertrieb (Snoop Dogg Boarding Company), den er zusammen mit seinem Bruder gründete. Darüber hinaus gründete er die Kleidermarke Rich & Infamous in Zusammenarbeit mit Christian Audigier.
Am 2. Juli 2005 trat er bei dem zweiten von Bob Geldof initiierten Benefizkonzert Live 8 in London auf. Am 7. Juli 2007 trat er in Hamburg bei Al Gores Live Earth auf. Er war der Host der MTV Europe Music Awards 2007 in München. Im März 2008 hatte er einen Auftritt bei WWE Wrestlemania 24; er präsentierte als Master of Ceremonies das Playboy-Bunnymania-Match. 2008 sang der US-Rapper in einer Werbung für Vybemobile den deutschen Schlager-Hit Schön ist es auf der Welt zu sein von Roy Black.
2012 wirkte Snoop im Rahmen der Epic Rap Battles of History zusammen mit Epic Lloyd und Nice Peter am Song Moses vs Santa Claus mit, der Dezember des Jahres auf YouTube und iTunes erschien.
2019 wurde Snoop Dogg als Werbeträger und Investor für den Finanzdienstleister Klarna tätig. Seit Mai 2021 tritt er gemeinsam mit Martha Stewart als Werbeträger für Feuerzeuge der BIC Group auf, wobei er auf seine bekannte Rauschmittelaffinität anspielt. Im Jahr 2023 begann er eine Zusammenarbeit mit der Schuhmarke Skechers, mit der er seitdem eigene Designs entwickelt.
Bei den Olympischen Sommerspielen 2024 in Paris war Snoop Dogg einer der Fackelträger des olympischen Fackellaufs. Am Tag der Eröffnungszeremonie trug er die Fackel durch den Pariser Vorort Saint-Denis. Während der Spiele war Snoop Dogg für die NBC als Kommentator tätig. Am 11. August 2024 trat Snoop im Rahmen der Schlussfeier der Spiele auf.
Im Juli 2025 erwarb Snoop Dogg als Minderheitsgesellschafter Anteile am walisischen Fußballverein Swansea City. Neben zwei weiteren US-Amerikanern ist auch der kroatische Fußballprofi Luka Modrić Miteigentümer des Klubs.

## Privates
Snoop Dogg ist seit dem 12. Juni 1997 mit Shante Taylor verheiratet und hat zwei Söhne sowie eine Tochter. Er lebt in Long Beach. Im März 2009 bekannte er sich zur Nation of Islam, Mitte 2012 zur Rastafari-Bewegung und bezeichnete sich 2018 als wiedergeborener Christ. Er ist Fan der Seattle Seahawks, der Pittsburgh Steelers und der Los Angeles Lakers. Seine Cousine ist die WWE-Wrestlerin Sasha Banks.

### Anklage wegen sexuellen Missbrauchs
Im Februar 2022 wurde Snoop Dogg wegen sexuellen Missbrauchs angeklagt. Eine Tänzerin behauptete, der Musiker hätte sie 2013 in einer Toilette zum Oralsex genötigt. Snoop Dogg bestritt die Vorwürfe. Die Klage wurde von der Klägerin zurückgezogen und das Verfahren daraufhin im April 2022 eingestellt.

### Crips-Verbindungen und juristische Probleme
Snoop Dogg war in seiner Jugend Mitglied der Gang Rollin’ 20’s Crips. Im Herbst 2006 wurden zwei Personen, die ihn zu einem Auftritt begleitet hatten, verhaftet und gaben laut Polizei zu, Mitglieder der Gang zu sein. Dem Rapper wurde gerichtlich verboten, Personen mit Vorstrafen oder einer Gang-Zugehörigkeit als Personenschützer oder Fahrer zu beschäftigen.
2016 kritisierte ein Mitglied der Rollin’ 20’s Crips, Snoop Dogg kümmere sich nicht um die Jugend von Long Beach und nutze seinen Ruf für den Verkauf von Platten aus.
Bei seinem Super-Bowl-Auftritt 2022 trug Snoop Dogg einen blauen und gelben Trainingsanzug, der Symbolik der Rollin’ 20’s Crips repräsentierte. Er tanzte einen sogenannten Crip-Walk.
Broadus wurde im Juli 1993, im Oktober 2006 und November 2006 jeweils wegen Besitz einer Handfeuerwaffe verhaftet.
Snoop Dogg ist erklärter Konsument von Marihuana. Der Besitz der Substanz hat ihm mehrmals polizeiliche Probleme eingebracht. In Norwegen bestand von 2012 bis 2014 ein Einreiseverbot aufgrund von Besitz von Marihuana und undeklariertem Bargeld bei der Einreise. Nach angeblich langer Absprache mit seiner Familie gab er 2023 bekannt, mit dem Rauchen aufzuhören. Später stellte sich dies jedoch als Marketing-Prank heraus, um eine raucharme Feuerschale zu bewerben.

## Auszeichnungen
Im April 2016 wurde Snoop Dogg als erster Musiker in die WWE Hall of Fame aufgenommen. Am 9. November 2018 wurde er mit dem 2649. Stern auf dem Hollywood Walk of Fame geehrt.

## Diskografie
Studioalben

| Jahr | Titel Musiklabel                                             | Höchstplatzierung, Gesamtwochen, AuszeichnungChartplatzierungen (Jahr, Titel, Musiklabel, Platzierungen, Wochen, Auszeichnungen, Anmerkungen) | Höchstplatzierung, Gesamtwochen, AuszeichnungChartplatzierungen (Jahr, Titel, Musiklabel, Platzierungen, Wochen, Auszeichnungen, Anmerkungen) | Höchstplatzierung, Gesamtwochen, AuszeichnungChartplatzierungen (Jahr, Titel, Musiklabel, Platzierungen, Wochen, Auszeichnungen, Anmerkungen) | Höchstplatzierung, Gesamtwochen, AuszeichnungChartplatzierungen (Jahr, Titel, Musiklabel, Platzierungen, Wochen, Auszeichnungen, Anmerkungen) | Höchstplatzierung, Gesamtwochen, AuszeichnungChartplatzierungen (Jahr, Titel, Musiklabel, Platzierungen, Wochen, Auszeichnungen, Anmerkungen) | Anmerkungen                                                              |
| Jahr | Titel Musiklabel                                             | DE | AT | CH | UK | US | Anmerkungen                                                              |
| ---- | ------------------------------------------------------------ | --- | --- | --- | --- | --- | ------------------------------------------------------------------------ |
| 1993 | Doggystyle Death Row Records / Interscope Records            | DE21 (20 Wo.)DE | AT35 (3 Wo.)AT | CH24 (11 Wo.)CH | UK38 Platin · (34 Wo.)UK | US1 ×4Vierfachplatin · (76 Wo.)US | Erstveröffentlichung: 23. November 1993 Verkäufe: + 11.000.000           |
| 1996 | Tha Doggfather Death Row Records / Interscope Records        | DE23 (14 Wo.)DE | AT49 (1 Wo.)AT | CH41 (9 Wo.)CH | UK15 Gold · (14 Wo.)UK | US1 ×2Doppelplatin · (30 Wo.)US | Erstveröffentlichung: 12. November 1996 Verkäufe: + 7.500.000            |
| 1998 | Da Game Is to Be Sold, Not to Be Told Priority Records       | DE24 (7 Wo.)DE | AT34 (5 Wo.)AT | CH50 (1 Wo.)CH | UK28 Silber · (4 Wo.)UK | US1 ×2Doppelplatin · (33 Wo.)US | Erstveröffentlichung: 4. August 1998 Verkäufe: + 9.000.000               |
| 1999 | No Limit Top Dogg Priority Records                           | DE46 (5 Wo.)DE | — | — | UK48 Gold · (2 Wo.)UK | US2 Platin · (40 Wo.)US | Erstveröffentlichung: 11. Mai 1999 Verkäufe: + 2.000.000                 |
| 2000 | Tha Last Meal Priority Records                               | DE55 (8 Wo.)DE | — | CH81 (5 Wo.)CH | UK62 Gold · (16 Wo.)UK | US4 Platin · (36 Wo.)US | Erstveröffentlichung: 19. Dezember 2000 Verkäufe: + 5.000.000            |
| 2002 | Paid tha Cost to Be da Bo$$ Priority Records                 | DE46 (12 Wo.)DE | — | CH48 (15 Wo.)CH | UK64 Gold · (16 Wo.)UK | US12 Platin · (36 Wo.)US | Erstveröffentlichung: 26. November 2002 Verkäufe: + 2.000.000            |
| 2004 | R&G (Rhythm & Gangsta): The Masterpiece Geffen Records (UMG) | DE14 Gold · (28 Wo.)DE | AT26 (13 Wo.)AT | CH13 Gold · (31 Wo.)CH | UK12 Platin · (41 Wo.)UK | US6 Platin · (31 Wo.)US | Erstveröffentlichung: 16. November 2004 Verkäufe: + 3.485.000            |
| 2006 | Tha Blue Carpet Treatment Geffen Records (UMG)               | DE41 (7 Wo.)DE | AT48 (4 Wo.)AT | CH12 (11 Wo.)CH | UK47 Silber · (5 Wo.)UK | US5 Gold · (21 Wo.)US | Erstveröffentlichung: 21. November 2006 Verkäufe: + 2.500.000            |
| 2008 | Ego Trippin’ Geffen Records (UMG)                            | DE29 (3 Wo.)DE | AT42 (4 Wo.)AT | CH9 (9 Wo.)CH | UK23 (3 Wo.)UK | US3 (16 Wo.)US | Erstveröffentlichung: 7. März 2008 Verkäufe: + 1.700.000                 |
| 2009 | Malice n Wonderland Capitol Records (EMI)                    | — | — | CH74 (2 Wo.)CH | — | US23 (17 Wo.)US | Erstveröffentlichung: 8. Dezember 2009 Verkäufe: + 750.000               |
| 2011 | Doggumentary Priority Records (EMI)                          | DE44 (5 Wo.)DE | — | CH16 (8 Wo.)CH | UK44 (2 Wo.)UK | US8 (7 Wo.)US | Erstveröffentlichung: 29. März 2011                                      |
| 2013 | Reincarnated Berhane Sound System (Sony)                     | DE20 (3 Wo.)DE | AT12 (3 Wo.)AT | CH13 (6 Wo.)CH | UK34 (2 Wo.)UK | US16 (10 Wo.)US | Erstveröffentlichung: 23. April 2013 Verkäufe: + 110.000; als Snoop Lion |
| 2015 | Bush Doggystyle Records (Sony)                               | DE32 (1 Wo.)DE | AT34 (2 Wo.)AT | CH15 (4 Wo.)CH | UK25 (3 Wo.)UK | US14 (4 Wo.)US | Erstveröffentlichung: 12. Mai 2015 Verkäufe: + 250.000                   |
| 2016 | Coolaid Doggystyle Records (SPV)                             | DE67 (2 Wo.)DE | AT67 (1 Wo.)AT | CH19 (3 Wo.)CH | — | US40 (4 Wo.)US | Erstveröffentlichung: 1. Juli 2016                                       |
| 2017 | Neva Left Doggystyle Records                                 | — | — | CH19 (1 Wo.)CH | — | US54 (1 Wo.)US | Erstveröffentlichung: 19. Mai 2017                                       |
| 2018 | Bible of Love RCA Records (Sony)                             | — | — | — | — | US148 (1 Wo.)US | Erstveröffentlichung: 16. März 2018                                      |
| 2019 | I Wanna Thank Me Doggystyle Records                          | — | — | CH23 (2 Wo.)CH | — | US76 (1 Wo.)US | Erstveröffentlichung: 16. August 2019                                    |
| 2021 | From tha Streets 2 tha Suites Doggystyle Records             | — | — | — | — | — | Erstveröffentlichung: 20. April 2021                                     |
| 2022 | BODR Death Row Records (UMG)                                 | — | — | CH28 (1 Wo.)CH | — | US104 (1 Wo.)US | Erstveröffentlichung: 11. Februar 2022                                   |
| 2024 | Missionary Death Row Records (UMG)                           | DE7 (2 Wo.)DE | AT18 (1 Wo.)AT | CH4 (2 Wo.)CH | UK24 (1 Wo.)UK | US20 (3 Wo.)US | Erstveröffentlichung: 13. Dezember 2024                                  |
| 2025 | Iz It a Crime? Death Row Records (UMG)                       | — | — | — | — | — | Erstveröffentlichung: 15. Mai 2025                                       |

## Filmografie (Auswahl)
Filme
- 1994: Murder Was the Case (Video)
- 1998: Half Baked – Völlig high und durchgeknallt (Half Baked)
- 1998: Caught Up
- 1998: Black Scarface (Da Game of Life)
- 1998: Ride
- 1998: I Got the Hook Up
- 1999: Urban Menace
- 1999: The Wrecking Crew
- 1999: Hot Boyz
- 1999: Whiteboyz
- 2000: Tha Eastsidaz / Final Fight
- 2000: Snoop Dogg’s Doggystyle
- 2001: Crime Partners 2000
- 2001: John Singletons Baby Boy (Baby Boy)
- 2001: Training Day
- 2001: Bones – Der Tod ist erst der Anfang (Bones)
- 2001: The Wash
- 2001: Snoop Dogg’s Doggystyle Volume 1
- 2003: Bukegi 2
- 2003: The Real Cancun
- 2003: Old School – Wir lassen absolut nichts anbrennen (Old School)
- 2003: Malibu’s Most Wanted
- 2004: Soul Plane
- 2004: Starsky & Hutch
- 2005: Racing Stripes
- 2005: Pauly Shore is Dead
- 2005: Boss N’ Up
- 2005: The L.A. Riot Spectacular
- 2006: The Tenants
- 2006: Hood of Horror
- 2008: Singh Is Kinng (Bollywood)
- 2009: Brüno
- 2012: Mac & Devin Go to High School
- 2013: Scary Movie 5
- 2015: Pitch Perfect 2
- 2018: Future World
- 2019: Beach Bum (The Beach Bum)
- 2019: Grass Is Greener (Dokumentarfilm)
- 2019: Dolemite Is My Name
- 2019: Die Addams Family (The Addams Family, Stimme)
- 2020: SpongeBob Schwammkopf: Eine schwammtastische Rettung (The SpongeBob Movie: Sponge on the Run)
- 2021: Die Addams Family 2 (The Addams Family 2, Stimme)
- 2021: The House Next Door: Meet the Blacks 2
- 2022: Day Shift

Fernsehsendungen
- 2007: Snoop Dogg’s Father Hood (Dokusoap)
- 2009: Dogg After Dark (MTV Late Show)
- Seit 2016: Trailer Park Boys
- 2021: BMF (Fernsehserie)

Gastauftritte
- 2006: Weeds – Kleine Deals unter Nachbarn (Weeds)
- 2007: Monk als der Rapper MurderUss
- 2007: Entourage
- 2010: Big Time Rush[48]
- 2011: Justin Bieber: Never Say Never
- 2015: Empire (Fernsehserie, 1 Folge)
- 2019: Law & Order: Special Victims Unit (Fernsehserie, Gastrolle)

## Filme
- Snoop Dogg – The Doggfather, RBB-Dokumentation, 2021